# Basileucus scutellaris
Basileucus scutellaris là một loài tò vò trong họ Ichneumonidae.